# みずいろの町
「みずいろの町」(みずいろのまち)は、日本のバンド音速ラインの5枚目のシングルである。2006年5月31日発売。発売元はユニバーサルミュージック。

## 概要
- PV監督は川村ケンスケ。
- 表題曲である「みずいろの町」は、ヴォーカルの藤井が在住している福島県郡山市に隣接している本宮町（現・福島県本宮市）の愛称でもあり、藤井が「みずいろの町」という言葉の響きに感化されて制作したとのことである[1]。

## 収録曲
1. みずいろの町[3:41]
作詞・作曲：藤井敬之、編曲：音速ライン
2. サマーフォーク[3:15]
作詞・作曲：藤井敬之、編曲：音速ライン
3. 花かんざし[1:44]
作詞・作曲：藤井敬之

## 収録アルバム

### みずいろの町
- オリジナル『100景』（2006年7月26日）
- ベスト『おとし玉～ベリー ベスト オブ 音速ライン』（2009年1月14日）

### サマーフォーク
- ベスト『風味絶佳～音速ライン レア・トラック集～』（2009年1月14日）

### 花かんざし
- ベスト『風味絶佳～音速ライン レア・トラック集～』（2009年1月14日）

1. ↑  “音速ライン、新曲は実在する町にインスパイアされた楽曲”. 2017年1月28日閲覧。